# 芬兰最高法院
芬兰最高法院（芬蘭語：korkein oikeus）是芬兰处理关于包括民事和刑事诉讼的最高法院，而处理行政诉讼对应的最高法院为芬兰最高行政法院。芬兰最高法院位于芬兰首都赫尔辛基。
芬兰最高法院由主席和至少15位其他法官（现今数量为18位）组成，通常由五位法官组成的工作组来处理案件。最高法院最重要的职能是对整个法律体系具有影响力的案件中裁决法律中的要点，并对将来的案件的裁决做出指导。如果最高法院授予上诉准许的话，上诉法院的裁决及保险法院的某些特定的裁决可以上诉至最高法院。当上诉法院是极少的刑事案件的第一级裁决法院时，无需上诉准许就可以直接上诉至最高法院（例如间谍罪、叛国罪、以及涉及高层公务员或者至少市长级别以上官员的刑事案件属于此类）。
根据法律诉讼程序法的条款最高法院可以废除下级法院的裁决。最高法院也接受有关程序错误的上诉。在某些案件中最高法院可以在上诉期限过期后恢复上诉的权利。
在有关赦免权利的事务上最高法院给共和国总统提供建议，在有关引渡事务上最高法院给司法部提供建议。在立法程序的各个步骤中最高法院可以给政府提案提供法律上的意见，共和国总统在签署已在议会通过的法案前可以征询最高法院的意见。最高法院也可以主动向共和国总统提出意见，并倡议新的议会法案或者修改已有的法案。
最高法院一般通过书面证据来处理案件。但最高法院也可以举办口头听证会来让诉辩双方、证人和专家提供口头证词及答辩。口头听证会对公众开放。